# KV-1
Kliment Vorošilov 1 ili skraćeno KV-1 je bio sovjetski teški tenk tijekom drugog svjetskog rata

## Razvoj
Nakon neuspjeha s teškim tenkom T-35 činilo se da je vrijeme sovjetskih teških tenkova nepovratno završilo. No, ubrzano naoružavanje nacističke Njemačke, posebno jačanje njihovih tenkovskih snaga, potaknulo je u Sovjetskom Savezu nove planove razvoja defanzivnih teških tenkova. Jedan od njih je bio i KV-1.
Kad je u listopadu 1938. velika grupa studenata strojarstva posjetila lenjingradsku tvornicu tenkova Kirovski (KTZ) između ostalog prikazan im je i prototip teškog tenka SKB-2 (Sergej Mironovič Kirov) s dvije kupole. Kako je sovjetska Crvena armija odustala od višekupolnih tenkova, dio odabranih studenata dobio je zadaću da u vrlo kratkom roku (navodno samo godinu dana) na osnovama SKB-2 pokuša konstruirati teški tenk s jednom kupolom. Jedan od razloga zašto je tako složen i opsežan posao dodijeljen studentima bio je i što nitko nije vjerovao da se može dovršiti u zadanom roku, a drugi što taj projekt nije bio službeno odobren pa je na taj način službeno opravdan. To je dodatno pogoršavalo i to što je u to vrijeme sovjetska industrija još uvijek bila u počecima razvoja, pa su kronično nedostajale kvalitetne komponente. Studenti su, očekivano, naišli na mnoge probleme, a najveći je bio nepouzdana transmisija koja je bila velik problem i kod T-35.
U to vrijeme na ispitnom poligonu Kubinka sovjetska vojska testirala je češki tenk S-2 kako bi ocijenila njegove borbene mogućnosti. Iako je vrhovno zapovjedništvo u jednom trenutku čak razmatralo da kupi S-2, na kraju je odlučeno da se pošalje skupina stručnjaka i studenata kako bi detaljno proučili češki tenk i kopirali sva dobra rješenja.
U prosincu 1938. vrh Crvene armije ipak je odlučio da se naprave dva prototipa SMK-2 teškog tenka, vjerujući kako trenutno nemaju bolje rješenje. Zbog toga su se nemalo iznenadili kad su im J. I. Kotin (šef projektnog biroa SKB) i I. M. Zaltzman (direktor tvornice KTZ) ponudili potpuno nov projekt teškog tenka sa samo jednom kupolom i debljim oklopom. Na temelju tog prijedloga odlučeno je da će izgraditi dva prototipa, jedan SMK-2 i jedan novi teški tenk s jednom kupolom. Službenu dozvolu za gradnju prototipova KTZ je dobio 27. veljače 1939.

### Početak službenog razvoja
Sad kad je projekt novog teškog tenka dobio službeno odobrenje, mogao je dobiti i ime. Procjenjujući kako je dobro projektu dati politički korektno ime, a opet ne prejako jer u slučaju propasti moglo bi biti i neugodnih posljedica, Kotin i Zaltzman odlučili su mu dati ime Kliment Vorošilov (KV) po tadašnjem sovjetskom komesaru za obranu. Tako je novi tenk dobio službenu oznaku KV-1. Službeni početak rada na KV-1 započeo je 1. rujna 1939. S obzirom na to da je razvoj započeo u listopadu 1938. rad na izradi prototipa išao je, za tadašnje sovjetske uvjete, vrlo brzo. Već 9. travnja dovršen je mock up u naravnoj veličini, a prvi je prototip dovršen 1. rujna 1939. Odmah istog dana obavljene su i prve probne vožnje.
Dio tajne u brzini izrade prvog prototipa ležao je u tome što je KV-1 naslijedio znatan dio tehničkih rješenja i komponenti od SMK teškog tenka: osnovno tijelo, elemente transmisije, optičke sprave za motrenje itd. Tenk je dobio i dizelski motor V-2 snage 450 ks. Ugradnja dizelskog umjesto benzinskog motora vrlo brzo je postala standard za sve sovjetske i svjetske tenkove. Kako se ne bi izgubila paljbena moć gubitkom jedne kupole, KV-1 je dobio jedinstveno rješenje s dva topa od 76,2 i 45 milimetara. Zanimljivo je da će se slično rješenje u devedesetima pojaviti kod ruskih borbenih vozila pješaštva BMP-3. Uz dva topa, tenk je dobio i samo jednu strojnicu kalibra 7,62 mm u prednjem dijelu tijela.
Zahvaljujući ugradnji jedne kompaktnije kupole i novoj konstrukciji tijela tenka smanjena je početna masa, što je projektantima omogućilo pojačati oklop. Na kraju je borbena masa KV-1 bila 40 tona, što je u kombinaciji s motorom snage 450 KS davalo maksimalnu brzinu od 35 km/h i relativno dobru pokretljivost. U tom trenutku KV-1 je bio dvostruko teži od najtežeg njemačkog tenka i tek nešto sporiji. Istodobno mu je top kalibra 76,2 mm pružao nadmoćnu paljbenu moć kojoj se nije mogao suprotstaviti ni jedan tenk na svijetu. S druge strane testiranja u vožnji pokazala su da je težak za upravljanje i da su mu ubrzanje i usporenje katastrofalno loši. Uz to, kao i kod T-35, pokazalo se kako je najslabiji dio tenka transmisija koja se borila s velikom snagom motora i masom tenka. Manji je problem bio što je vidljivost iz tenka bila vrlo loša, a ergonomija katastrofalna (npr. kupola nije imala vlastiti pod, pa je tijekom njene rotacije posada morala hodati po podu tijela). Odlučeno je da se naprave preinake transmisije, ali i da se doda novi oklop, čime je masa povećana na 43 tone. Iako je maksimalna brzina ostala 35 km/h pokretljivost tenka je postala znatno lošija.
Unatoč svim nedostacima KV-1 je proglašen uspješnim tenkom. Još 5. rujna 1939. prototip je poslan u Moskvu gdje je 25. rujna prikazan sovjetskoj vladi. Nakon što je 8. listopada vraćen u Lenjingrad, nastavljena su testiranja. No 30. studenog 1939. Crvena je armija napala Finsku (Zimski rat) i svaki tenk joj je bio itekako potreban. Vrhovno zapovjedništvo Crvene armije zaključilo je kako je to prava prilika da se testiraju i njeni novi teški tenkovi. Tako su KV-1, SMK-a i T-100 (superteški tenk s dvije kupole) poslali u 91. tenkovsku bojnu, 20. teške tenkovske brigade koja je dobila zadaću borbi protiv Finaca.
Iskustva iz borbi pokazala su kako je KV-1 daleko bolji od SMK-a i T-100. Njegova konstrukcija s jednom kupolom i debeli oklop učinili su ga najotpornijim tenkom Crvene armije na napade finskih protutenkovskih topova. Time su SMK-a i T-100 završili svoju kratku "karijeru", ali je i KV-1 prošao kroz neke izmjene. Naime, uočeno je da je top L-11 od 76,2 mm više nego dovoljan za sve zadaće, pa je zbog uštede u masi i prostoru i mogućnosti nošenja većeg kompleta streljiva uklonjen top od 45 mm. Umjesto njega ugrađena je spregnuta strojnica DT TMG kalibra 7,62 mm. U stražnji dio kupole ugrađena je još jedna DT TMG strojnica kako bi se posada mogla obraniti od napada pješaštva sa stražnje strane, kao posljedica još jednog neugodnog iskustva iz Zimskog rata. Osim toga odlučeno je da se na osnovi KV-1 napravi samovozna haubica KV-2 kalibra 152 mm. Namjena KV-2 bila je uništavanje bunkera i drugih fortifikacija. Ubrzo se pokazalo da su preskupe za proizvodnju i nepraktničke za uporabu. Zbog toga je tijekom 1940. i 1941. napravljeno samo oko 250 KV-2.

## Operativna uporaba
KV-1 je službeno primljen u naoružanje Crvene armije 19. prosinca 1939. U svibnju 1940. početni planovi proizvodnje 50 KV-1 povećani su na 200 tenkova, zbog sve veće opasnosti od nacističke Njemačke. Problem je bio što razvoj tenka još uvijek nije bio dovršen. Zbog toga su istog mjeseca započela intenzivna testiranja pokraj Lenjingrada i na poligonu Kubinka. Nakon prijeđenih 2648 kilometara otkrivene su greške u transmisiji i mjenjaču. Zbog toga su inženjeri SKB-a zahtijevali odgodu početka serijske proizvodnje kako bi mogli otkloniti nedostatke. Međutim, odluke o početku serijske proizvodnje su potpisane i nitko se nije usudio stopirati ih.
Potkraj 1940. odlučeno je da se na svim proizvedenima i na sve KV-1 koji su bili u proizvodnji umjesto starog topa L-11 ugradi znatno moderniji F-32 istog kalibra. Tako je nastala inačica KV-1 model 1940. Ugrađen je i znatno jači dizelski motor V-2K snage 600 ks. Novi bi motor donio i povećanje maksimalne brzine i pokretljivosti kako ne bi bila donesena odluka da se ponovno pojača oklop dodavanjem čeličnih ploča na bokove kupole. Naime, obavještajni su izvori u proljeće 1941. javili o novim topovima njemačkih tenkova s većom borbenom učinkovitošću. Tako je nastao KV-1E (ekranirovanij) ili KV-1 model 1941. Masa KV-1E novim je oklopom povećana na 45 tona, pa su time znatno smanjene prednosti novog, jačeg motora.
U trenutku nacističkog napada na Sovjetski Savez 22. lipnja 1941. zapravo je samo KV-1 bio dovoljno moćan tenk da se uspješno suprotstavi svim njemačkim tenkovima. Jedini je problem bio što je u trenutku napada Crvena armija na raspolaganju imala samo 639 teških tenkova KV-1, od čega je 508 bilo raspoređeno u postrojbe prve crte obrane. Drugi je problem bio što su ti tenkovi nedavno stigli u postrojbe te da većina posada nije prošla ni najosnovniju obuku. Unatoč tome, pokazalo se kako je bilo dovoljno tek nekoliko ispravnih KV-1 s izvježbanim posadama za zaustavljanje napredovanja cijele njemačke armije na nekoliko dana. Najpoznatiji je primjer jednog KV-1 koji je od 23. do 24. lipnja djelovao pokraj mosta na rijeci Dubisa u blizini grada Ostrov (Raseiniai) u Litvi. Posada tog tenka uspjela je zaustaviti u napredovanju cijelu 6. tenkovsku diviziju. Na taj je način bitno usporeno kretanje njemačke Četvrte tenkovske grupe prema Lenjingradu. Dio stručnih publikacija navodi kako Nijemci nisu uspjeli uništiti KV-1, nego ga je posada, nakon što su ostali bez granata za top od 76,2 mm, sama uništila. Drugi izvor navodi kako su tek potkraj drugog dana bitke Nijemci uspjeli dovući protuzračni top od 88 mm i njime teško oštetili tenk, nakon čega ga je posada napustila. U svakom slučaju, samo jedan KV-1 uspio je uništiti sedam tenkova, jednu protuzračnu bitnicu lakih topova, jedan top od 88 mm s kompletnom posadom, četiri terenska vozila (polugusjeničara) Hanomag i 12 kamiona. Njemački su vojnici uskoro otkrili kako je drugi način zaustavljanja KV-1 da mu granata ispaljena ih haubice kalibra 105 mm uništi gusjenicu.
Još veća bitka u kojoj su glavnu ulogu imali KV-1 započela je 14. kolovoza 1941. Tog se dana prethodnica Osme tenkovske divizije približila gradu Krasnogvardejsku blizu Lenjingrada. Jedina veća postrojba koju je Crvena armija imala na tom području bila je satnija sastavljena od sedam teških tenkova KV-1 pod zapovjedništvom poručnika Zinovija Kolobanova. Kolobanov je pet svojih tenkove ukopao na rub šumarka na početku močvare, i tako si osigurao leđa. Ostala dva ostavio je u pričuvi kao osiguranje odstupnice. S obzirom na to da se nisu trebali kretati, svaki je KV-1 dobio dva puta više streljiva nego što je bio standardni komplet (ukupno 220 granata). Dvije trećine kompleta činile su protutenkovske probojne granate. Njemačke su snage napale Krasnogvardejski s tri strane kako bi što prije slomile otpor branitelja. Kako je jedini čvrsti put za grad vodio uz rub močvare, njemački je zapovjednik morao svoje tenkove poslati tim pravcem i tako uletjeti u sovjetsku zasjedu. Kolobanov je uspio prvim hicem uništiti njemački čeoni tenk. Nijemci su vjerovali da je tenk naletio na protutenkovsku minu, pa su se zaustavili kako bi pomogli posadi. To je Kolobanovu omogućilo da uništi i drugi tenk. Tek su tada Nijemci shvatili da su napadnuti, ali nisu mogli odrediti smjer napada. Kolobanov je iskoristio situaciju i uništio posljednji tenk u koloni i tako cijelu njemačku postrojbu uhvatio u stupicu. Iako su Nijemci na kraju uspjeli otkriti smjer napada, nikako nisu mogli uočiti i tenkove koji ih napadaju. Otvarajući paljbu "na slijepo" nisu uspjeli uništiti Kolobanovljev tenk, ali su zato izgubili 22 tenka i dva topa s posadama. Nakon što je ostao bez streljiva, Kolobanov je zapovjedio drugom tenku da otvori paljbu. Nakon pola sata paljbe drugi je KV-1 uspio uništiti još 21 njemački tenk. Nakon što je svih pet KV-1 ispalilo svoje granate, Nijemci su ostali bez 43 tenka. Zanimljivo je da su njemačke tenkovske posade uspjele 135 puta pogoditi KV-1 broj 864 (Kolobanovljev tenk), ali ni jedan pogodak ga nije uspio onesposobiti. Osim što su upali u dobro organiziranu zasjedu najveći problem Nijemaca bio je uporaba tenkova Panzer II (naoružan topom od 20 mm) i Panzer III (naoružan topom od 37 mm) čija je paljbena moć bila neusporedivo manja u odnosu na top kalibra 76,2 mm.

## Nova poboljšanja
Tijekom 1941. Nijemci nisu imali na raspolaganju tenk koji bi mogao u izravnom srazu uništiti KV-1. Najveći dio KV-1 morale su uništiti njihove posade nakon kvarova, kako ih protivnik ne bi zarobio. Tako je Deseta tenkovska divizija od 63 tenka 11 izgubila u bitki, za 11 nisu znali uzrok, dok ih je čak 34 napušteno zbog kvarova. Osma tenkovska divizija prošla je još gore. Od 50 tenkova izgubili su čak 43. Samo 13 su izgubili u borbi, dva su nestala u močvari, a 28 je napušteno zbog kvarova. Očito je bilo da je konstrukcija tenka dobra, no da je kvaliteta podsustava očajna. U jesen 1941. ponestalo je motora V-2, pa je u 100 KV-1 ugrađen benzinski motor M-17 koji se inače ugrađivao u teške tenkove T-35. Osim što je imao manju snagu, M-17 je bio i znatno nepouzdaniji.
Osim truda da se poboljša kvaliteta izrade u srpnju 1942. ponovno je zamijenjen top. Umjesto F-32 ugrađen je novi ZIS-5 istog kalibra (76,2 mm). Iako je zadržan isti kalibar, ZIS-5 je imao znatno veću ubojitu moć od F-32. Zapravo se radilo o istom topu koji se pod oznakom F-34 ugrađivao u tenkove T-34/76. Izvedene su i izmjene na kupoli koja se sada izrađivala lijevanjem, a ne više zavarivanjem. Osim što je bitno pojednostavljena proizvodnja nova je kupola dobila i deblji oklop, pa je masa povećana na 45 tona. Tako je nastao KV-1 model 1941.
Tijekom 1942. njemačke su snage na Istočnom bojištu počele dobivati sve veće količine protutenkovskih topova dugih cijevi u kalibrima 50 i 75 mm. Zajedno s protuzračnim topovima od 88 mm koje su već imale sad su imale dovoljno oružja kojim su mogle probiti oklop teškog tenka KV-1. Uz to, na bojište je stupio novi kralj: tenk T-34. Naoružan istim topom kao i KV-1, T-34 je bio znatno pokretljiviji i, što je bilo još važnije, jednostavniji za proizvodnju. Unatoč svemu tome, KV-1 je i dalje ostao u serijskoj proizvodnji. Kako bi se proizvodnja pojednostavnila i ubrzala odlučeno je da će se u KV-1 ugrađivati isti motor (pojačan na 600 KS), transmisija i top kao i u T-34.
Kako su Nijemci uspijevali na Istočno bojište dovlačiti sve jače protutenkovsko oružje, tako je rasla i debljina oklopa KV-1. Vrhunac je bio KV-1C (ili model 1942) kod kojeg je borbena masa dosegnula 47 tona. Kako nije pojačan motor pokretljivost mu je postala očajna (maksimalna brzina smanjila se na samo 28 km/h).
Iako je KV-1C ušao u serijsku proizvodnju, svima je bilo jasno kako je riječ o promašaju koji u manevarskom ratovanju, dominantnom obliku djelovanja na Istočnom bojištu, nema nikakve šanse. Uz to T-34, sa svojih 26,5 tona, imao je zbog znatno veće pokretljivosti čak i bolje šanse za preživljavanje od KV-1. Zbog toga je još iste godine počeo rad na olakšanoj inačici KV-1S (Skorostnoj). Kako bi se smanjila borbena masa, stanjen je oklop te je smanjena kupola. Tako je dobivena borbena masa od "samo" 42,5 tona, ili samo 500 kilograma manje od KV-1 modela 1940. Maksimalna brzina je povećana na 45 km/h, što je KV-1S učinilo najbržim iz serije tenkova KV. Manja je masa istovremeno manje opterećivala i transmisiju, zbog čega je znatno povećana pouzdanost. Kako bi otklonili nedostatak vidljivosti iz kupole, zapovjednik je dobio kupolicu s motrilačkom spravom koju je mogao pomicati u svih 360 stupnjeva. Odmah je prekinuta proizvodnja KV-1C, kako bi započela isporuka KV-1S. Unatoč poboljšanima zapovjednici postrojbi su tražili sve više T-34, tvrdeći da je u svakom pogledu bolji od KV-1S. Zbog toga je, kako bi se oslobodilo što više kapaciteta za proizvodnju T-34, sredinom 1943. zaustavljena proizvodnja KV-1S. Iako su se izrađivali relativno kratko, uhodana proizvodnja je uspjela dovršiti čak 1370 KV-1S. Zbog toga ne čudi da se dio tih tenkova našao i u završnoj bitki za Berlin.

## Neuspio nasljednik
Kad su se u ljeto 1943. na Istočnom bojištu počeli pojavljivati najnoviji njemački tenkovi Panther i Tiger I, Crvena se armija ponovno vratila ideji teškog tenka. Panther je konstruiran sa samo jednom idejom: u svakom pogledu nadmašiti T-34. S borbenom masom od 44,8 tona, motorom od 690 KS, što je bilo dovoljno za 55 km/h, i topom KwK 42 L/70 od 75 mm u svakom je pogledu bio nadmoćniji T-34. Crvena je armija hitno trebala tenk koji će se moći nositi s Pantherom. Jedno je rješenje bilo na postojeći T-34 postaviti novi top znatno veće paljbene moći. Rješenje je pronađeno u ugradnji protuzračnog topa 52-K kalibra 85 mm koji se mogao nositi s Pantherovim oklopom, ali ne i s Tigerovim. Za ugradnju u T-34 i lovac tenkova SU-85 top je dobio oznaku D-5T. Ugrađena je i veća kupola s debljim oklopom, pa je tako dobiven T-34-85. Unatoč svim poboljšanjima T-34-85 nije se mogao nositi s novim njemačkim tenkovima.
Zbog toga je na brzinu pokrenut program razvoja novog teškog tenka KV-85. Ideja je bila da se na gotovo podvozje KV-1 postavi kupola projektirana za tenk KV-13, naoružana topom D-5T. Iako je Crvena armija mnogo očekivala od KV-85, naglo povećanje potreba za D-5T (ponajviše za T-34) onemogućilo je pokretanje masovne proizvodnje ovog teškog tenka. Tijekom jeseni i zime 1943. na 1944. proizvedeno je samo 130 KV-85. Iako su svi odmah poslani u postrojbe prve crte bilo ih je premalo da bi znatnije utjecali na tijek rata.

## Ostali projekti
Nakon debakla s T-35 Crvena armija je ozbiljno razmišljala o napuštanju koncepta teškog tenka. Uspjeh KV-1 s početka rata vratio joj je povjerenje u tu koncepciju. Iako je, osim u prvim mjesecima napada Nijemaca na Sovjetski Savez, KV-1 uglavnom odigrao drugorazrednu ulogu, ipak je postao izvrsna osnova za razvoj novih teških tenkova. Pojava tenkova Panthera i Tiger natjerala je vodstvo Crvene armije da nastavi razvoj svojih teških tenkova. Od prvobitnog dizajna KV nastao je i njegov bratski projekt KV-2. S druge strane u trenutku pojave prvih tenkova Tigar Crvena armija izdaje naređenje za izgradnju oklopnog vozila koje bi ga moglo uništiti. Iz tog naređenja nastaje SU-152 koji se gradi na osnovu KV-1. Njihove jedina, ali upečatljiva razlika je top kalibra 152 mm što daje novom modelu ime. U vrijeme pojave na ratištu SU-152 je jedino sovjetsko oklopno vozilo s mogućnošću uništenja svih protivničkih tenkovskih modela. Kako su Nijemci svojim tenkovima davali imena životinja vojnici Crvene armije krste Su-152 imenom ubojica zvijeri. Nakon relativno uspješnog KV-85, koji je proizveden u premaloj količini, na red je došla znatno uspješnija serija teških tenkova IS. Svima njima upravo je KV-1 bio osnova za nastanak.

### Zajednički poslužitelj
|  | Zajednički poslužitelj ima stranicu o temi KV-1    |
|  | Zajednički poslužitelj ima još gradiva o temi KV-1 |